# 岸和田徳洲会病院

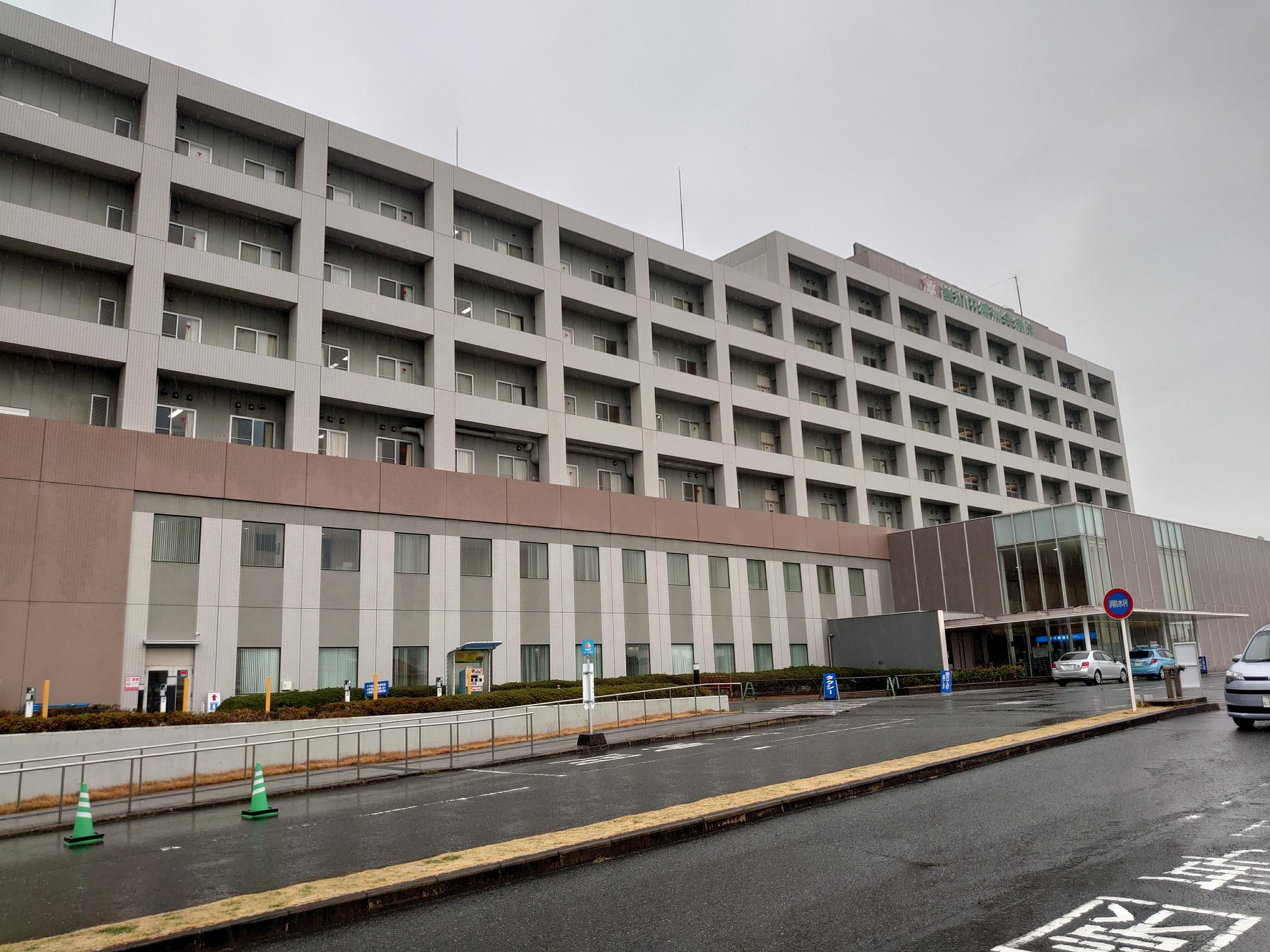

岸和田徳洲会病院（きしわだとくしゅうかいびょういん）は、医療法人徳洲会が大阪府岸和田市に設置する病院。

## 概要
二次救急の救急告示病院であり、三次救急告示医療機関にも指定されている。公益財団法人日本医療機能評価機構認定病院(3rdG:Ver.2.0(4回目,2019年12月6日認定,2024年9月26日認定有効期限))。NPO法人卒後臨床研修評価機構(JCEP)認定証発行病院。厚生労働省基幹型臨床研修病院、大阪府指定がん診療拠点病院、災害拠点病院に指定されており泉州地域の基幹的医療機関の一つとなっている。

## 沿革
- 1977年（昭和52年）5月 - 岸和田市磯上町（現・磯上町4丁目）にて徳洲会グループ3番目の病院として開院
- 2002年（平成14年）10月 - 岸和田市加守町4丁目の現在地へ新築移転
  - 現在地は1996年（平成8年）5月に岸和田市額原町へ新築移転した市立岸和田市民病院の跡地にあたる
- 2011年（平成23年）4月 - 大阪府がん診療拠点病院指定
- 2012年（平成24年）12月 - 大阪府より救命救急センター（三次救急医療機関）に認定
- 2016年（平成28年）8月 - 大阪府より災害拠点病院に指定

## 診療科
- 内科[9]
- 心療内科[9]
- 神経内科[9]
- 呼吸器内科[9]
- 消化器内科[9]
- 循環器内科[9]
- 小児科[9]
- 外科[9]
- 消化器外科[9]
- 整形外科[9]
- 形成外科[9]
- 眼科[9]
- 脳神経外科[9]
- 心臓血管外科[9]
- 皮膚科[9]
- 泌尿器科[9]
- 産婦人科[9]
- 腎臓内科（人工透析）[9]
- 放射線科[9]
- 耳鼻咽喉科[9]
- リハビリテーション科[9]
- 救急科[9]
- 歯科[9]
- 歯科口腔外科[9]
- 麻酔科[9]
- 病理診断科[9]
- 救急医療センター[10] - 2012年6月にはICU8床を含める28床の救急病棟を新設し、2012年12月からは大阪府の三次医療機関としての救命救急センターとして認可を受け、救急車あるいは他の医療施設からの重症患者を受け入れ高度救急医療の提供ができる三次救急医療施設となった[10]。年間の救急搬入件数は9000件前後を推移している[10]。陰圧救命室1室、救急処置台4台、陰圧観察室3室、観察ベッド3台、点滴ベッド7台を備えている。
- 心臓血管センター
- 心臓循環器センター
- 内視鏡センター
- 臨床試験センター
- 健康管理センター
- 腹膜播種センター

## 医療機関の認定
（この節の出典）
| 保険医療機関 | 労災保険指定病院 |
| 母体保護法指定医の配置されている医療機関 | 生活保護法指定病院（中国残留邦人等の円滑な帰国の促進並びに永住帰国した中国残留邦人等及び特定配偶者の自立の支援に関する法律（平成六年法律第三十号）に基づく指定医療機関を含む。） |
| 臨床研修病院 | 指定自立支援病院（更生医療） |
| 結核指定病院 | 指定自立支援病院（育成医療） |
| 特定疾患治療研究事業委託医療機関 | 原子爆弾被害者一般疾病医療取扱病院 |
| DPC対象病院 | 指定小児慢性特定疾病医療機関 |
| 指定自立支援医療機関（精神通院医療） | 身体障害者福祉法指定医の配置されている医療機関 |
| 診療科名中に産婦人科、産科又は婦人科を有する病院にあっては、公益財団法人日本医療機能評価機構が定める産科医療補償制度標準補償約款と同一の産科医療補償約款に基づく補償の有無 | 公害医療機関 |
| 在宅療養後方支援病院 | 地域歯科診療支援病院 |

- NPO法人卒後臨床研修評価機構認定病院[11]
- 公益財団法人日本医療機能評価機構認定病院[12]
- このほか、各種法令による指定・認定病院であるとともに、各学会の認定施設でもある。

## 交通アクセス
- 南海本線「春木駅」より徒歩約10分[13]。
- 「春木駅」、JR阪和線「東岸和田駅」「下松駅」から無料送迎バスを運行している[13]。

## 周辺
- 岸和田市中央公園
- 岸和田市医師会看護専門学校
- 春木川